# Hrib pri Hinjah
Hrib pri Hinjah – wieś w Słowenii, w gminie Žužemberk. W 2018 roku liczyła 19 mieszkańców.